# 東通インターナショナル
株式会社東通インターナショナル（とうつうインターナショナル）は、防衛、セキュリティ、無線通信、放送システムの設計、施工、保守運用を行う企業。

## 沿革
- 1983年（昭和58年）- 株式会社東通から分離・独立し、株式会社東通インターナショナルを設立。
  - 設立当時取扱いの製品
    - CMX編集システム（米・ORROX社）
    - CCDテレシネFDL-60、BフォーマットVTR（独・BOSCH社）
    - 空撮用カメラ防振システム、WESCAM（加・ISTEC社、L-3WESCAM社）
- 1984年（昭和59年）- 米Graham-Patten社と代理店契約を締結。ESAMプロトコルのオーディオミキサ販売開始。
- 1986年（昭和61年）- 英マルコーニ社と代理店契約を締結。ビデオ方式変換装置、テレシネ装置の販売開始。
- 1991年（平成3年）
  - 米MicroTime社と代理店契約を締結。ビデオイフェクタの販売を開始。
  - 株式会社ジー・ブイ・ジー・ジャパンと販売特約店契約を締結。Grass Valley Group社ビデオ・オーディオ製品の販売を開始。
- 1994年（平成6年）- 東京テクニカルセンターを開設。
- 1996年（平成8年）
  - 大阪テクニカルセンターを開設
  - 米Digital Graphic Incorporated社（現・AVID Technology社）と代理店契約を締結。Dekoキャラクタージェネレータの販売を開始。
- 2000年（平成12年）- 資本金を3000万円に増資。秋田県警察本部ヘリコプターテレビ地上・機上設備システム納入（ヘリコプターテレビシステムの受注開始）。
- 2001年（平成13年）- 東京テクニカルセンターを現所在地（東京都世田谷区）に移転。
- 2003年（平成15年）- ISO9001を全社にて認証取得。
- 2004年（平成16年）
  - 本社を現所在地（東京都文京区）に移転。
  - 米NVISION社（現・Grass Valley社）と代理店契約を締結。ビデオ/オーディオ マトリックススイッチャー等の販売を開始。
  - 米Troll Systems社代理店契約を締結。マイクロ波送信機/受信機の販売を開始。
- 2005年（平成17年）- 米CINEFLEX社（現・GD-GIT社）と代理店契約を締結。共同開発したHDカメラ防振装置CINEFLEXを販売開始。
- 2006年（平成18年）- 米RENEGADE LABS社と代理店契約を締結し、デジタル・オーディオミキサーの販売を開始。
- 2008年（平成20年）- 加L-3 WESCAM社との契約を改訂し、防衛市場も含む日本国内総代理店契約を新たに締結。
- 2009年（平成21年）- 加Miranda Technologies社（現・Grass Valley社）と代理店契約を締結し、マルチビューワ、動画・静止画送出システム、各種コンバータ、コントロール監視システム、ビデオ・オーディオルーティングスイッチャー等の販売を開始。
- 2012年（平成24年）
  - ポルトガル・MOG Technologies社と代理店契約を締結し、インジェスト関連機器の販売を開始。
  - カナダ・Current社と代理店契約を締結し、船舶用カメラ防振装置の販売を開始。
  - 米・Raysat Antenna Systems社製衛星通信装置の販売を開始。
- 2013年（平成25年）- 大阪テクニカルセンターを現所在地（大阪府大阪市）に移転。
- 2014年（平成26年）- 英・Vidcheck社と代理店契約を締結し、ファイルベース・ビデオ/オーディオ品質チェック・自動補正ソフトの販売を開始。
- 2015年（平成27年）- ISO27001を認証取得。

## 事業所
- 本社 - 東京都千代田区九段北2丁目3-6

- 東京テクニカルセンター - 東京都世田谷区玉川台1-4-1

### 関連会社
- 東通
- 東通クリエイティブ・ビジョン

## 取扱製品
- 官公庁・自治体向け

ヘリコプター用カメラ防振装置
船舶用赤外線捜索監視装置
車載用衛星通信装置
ヘリコプターテレビシステム用映像伝送・受信装置
マルチビューワ
伸縮ポール＆マストシステム
- 映像制作向け

キャラクタージェネレーター/CGアニメーター
マルチビューワ
ルーティングスイッチャー
各種モジュール　映像/音声コンバータ
ネットワーク型　集中監視・調整システム
スタンドアローンタイプ　小型コンバータ
インジェスト・ファイルマネジメント
編集室用オーディオミキサ
ファイルベース・ビデオ/オーディオ品質チェック・自動補正
- 防衛向け

EO/IRセンサー、監視装置

## 納入先
- 官庁・自治体

防衛省、海上保安庁、警察庁、警視庁、各道府県警察本部、消防庁、東京消防庁、各市消防局　他
- 放送局・新聞社

日本テレビ放送網、讀賣テレビ放送、中京テレビ放送、NNN系列各局
TBSテレビ、毎日放送、CBCテレビ、JNN系列各局
テレビ朝日、朝日放送、ANN系列各局
フジテレビジョン、関西テレビ放送、東海テレビ放送、FNN系列各局
テレビ東京、日本放送協会、スカパーJSAT、朝日新聞社　他
- ポストプロダクション

IMAGICA、キューテック、共同テレビジョン、ビデオテック、東京現像所、オムニバスジャパン　他
- 航空会社

朝日航洋、四国航空、新日本ヘリコプター、中日本航空、東邦航空、エアバス・ヘリコプターズ・ジャパン　他
- その他

日立国際電気、日本電気、三菱電機、池上通信機、ソニービジネスソリューション、三菱商事、伊藤忠ケーブルシステム、
双日エアロスペース、東日本電信電話、KDDI、ソフトバンクテレコム、きんでん、保安電子通信技術協会　他